# Pojedubie
Pojedubie (lit. Pajuodupis) − wieś na Litwie, w gminie rejonowej Soleczniki, 5 km na zachód od Dajnowy, zamieszkana przez 146 ludzi. Przed II wojną światową w Polsce, w powiecie lidzkim województwa nowogródzkiego.